# 中国共产党中山市委员会
中国共产党中山市委员会，简称中共中山市委，是中国共产党在广东省中山市的领导机关。
中共中山市委由中国共产党中山市代表大会选举产生。在代表大会闭会期间，执行中国共产党中央委员会的指示和中国共产党中山市代表大会的决议，领导中山市的工作，定期向中国共产党广东省委员会报告工作。
中国共产党中山市委员会常务委员会是中共中山市委的常设机关，由市委全体会议选举，在市委全体会议闭会期间行使市委职权。

## 沿革
1925年，中共中山县支部委员会成立。

## 职责
根据《中国共产党地方委员会工作条例》，中国共产党地方委员会主要实行政治、思想和组织领导，承担下列职能：
1. 对本地区重大问题作出决策。
2. 通过法定程序使党组织的主张成为地方性法规、地方政府规章或者其他政令。
3. 加强对本地区宣传思想文化工作的领导，牢牢掌握意识形态工作领导权、话语权。
4. 按照干部管理权限任免和管理干部，向地方国家机关、政协组织、人民团体、国有企事业单位等推荐重要干部。
5. 支持和保证人大、政府、政协、法院、检察院、人民团体等依法依章程独立负责、协调一致地开展工作，发挥这些组织中党组的领导核心作用。
6. 加强对本地区群团工作和统一战线工作的领导。
7. 动员、组织所属党组织和广大党员，团结带领群众实现党的目标任务。

## 机构设置
根据《中山市机构改革方案》，中国共产党中山市委员会共设置党委机构（正县处级）15个，其中纪检监察机关1个，计入机关限额的工作机关14个。
中共中山市委设置机构如下：
- 中共中山市委纪律检查委员会监察委员会机关
- 中共中山市委办公室

（市委办公室加挂市档案局牌子。）

### 职能部门
- 中共中山市委组织部
- 中共中山市委宣传部
- 中共中山市委统一战线工作部
- 中共中山市委政法委员会
- 中共中山市委社会工作部

（市委组织部加挂市公务员局牌子；市委宣传部加挂市新闻出版局（市版权局）牌子；市统一战线工作部加挂市民族宗教事务局、市港澳事务局、市侨务局牌子。）

### 办事部门
- 中共中山市委政策研究室
- 中共中山市委网络安全和信息化委员会办公室
- 中共中山市委外事工作委员会办公室
- 中共中山市委机构编制委员会办公室
- 中共中山市委台湾工作办公室
- 中共中山市委巡查工作领导小组办公室
- 中共中山市委老干部局

（市委审计委员会办公室设在市审计局；市委教育工作领导小组办公室设在市教育和体育局；市委全面深化改革办公室设在市委政策研究室；市委全面依法治市委员会办公室设在市司法局；市委国家安全委员会办公室设在市委办公室；市推进粤港澳大湾区建设领导小组办公室设在市发展和改革局；市委网络安全和信息化委员会加挂市互联网信息办公室牌子；市委外事工作委员会办公室与市外事局合署办公。）

### 派出机关
- 中共中山市委直属机关工作委员会办公室

（市委教育工作委员会与市教育和体育局合署办公，计入市政府机构限额。）

### 直属事业单位
- 中共中山市委党校
- 中山市档案馆
- 中山日报社

（中共中山市委党校加挂中山市行政学院、中山市社会主义学院牌子；中山市档案馆加挂中山市人民政府地方志办公室牌子。）

## 历届组成人员

### 市委书记
| - 谢明仁（1987年11月－1994年12月） - 汤炳权（1994年12月－1996年4月） - 崔国潮（1996年4月－2006年12月） - 陈根楷（2006年12月－2011年1月） - 薛晓峰（2011年2月－2016年9月） - 陈如桂（2016年9月－2017年7月） - 陈旭东（2017年7月－2019年10月） - 赖泽华（2019年10月－2021年10月） - 郭文海（2021年10月－） |